# مؤسسه علوم زیست‌محیطی
مؤسسه علوم زیست‌محیطی (انگلیسی: Institution of Environmental Sciences)، یک نهاد حرفه‌ای در انگلستان است. این سازمان یک مؤسسه خیریه ثبت شده‌است با هدف پیشبرد حفاظت و بهبود محیط زیست، با ارتقا رویکرد علمی برای شناخت و اطمینان از حفاظت از محیط فیزیکی و طبیعی و پیشبرد آموزش مردم با ارائه تحقیقات و هماهنگی‌های مورد نیاز. همچنین پرداختن به آموزش و پرورش و تعامل با کسانی که به‌طور حرفه‌ای درگیر کار آموزش و تحصیلات زیست‌محیطی هستند.
مؤسسه علوم زیست‌محیطی، نهاد تشکیل‌دهنده انجمن محیط زیست و مشاور علمی است که اعضای این مؤسسه را قادر می‌سازد تا سطح آموزش‌های ثبت شده و تجربه تکنسین‌ها و کارشناسان محیط زیست را به‌طور تجربی ارتقا دهد.

## تاریخچه
این مؤسسه، در نتیجه ابتکار عمل دکتر جان رز در طی جلساتی که طی سالهای ۱۹۷۱–۱۹۷۲ در انجمن سلطنتی لندن و به ریاست لرد برنتوود برگزار شد، تأسیس گردید.

## وابستگی‌ها
این مؤسسه، عضوی از جامعه محیط زیست و یک شورای علمی است که دو سازمان دیگر را نیز مدیریت می‌کنند. کمیته روسای متخصصین برنامه‌های تحصیل در دانشگاه‌ها را تأیید نموده و نظم و نظام محیط زیست را در آموزش عالی و مؤسسه مدیریت کیفیت هوا ترویج می‌کنند.

## انتشارات
مؤسسه علوم زیست‌محیطی تعدادی نشریه تولید می‌کند:
- نشریه دانشمند محیط زیست،[۶] حاوی مقالاتی است که توسط متخصصانی که در زمینه محیط زیست فعالیت می‌کنند نوشته می‌شود. این نشریه هر سه ماه یکبار به عنوان یک گاهنامه برای اعضا ارسال می‌گردد. هر شماره از این نشریه ادواری، مبحثی را که برای علم محیط زیست اهمیت دارد، بررسی می‌کند. هر یک از متخصصین به عنوان ویرایشگر مهمان، گزارش‌هایی در مورد محیط زیست، برای استفاده و راهنمایی کسانی که در علوم زیست‌محیطی کار می‌کنند را معرفی نموده و نمای کلی از محتوای این مقاله‌ها را ارائه می‌دهند.
- گزارش‌های گاه به گاه در مورد علوم محیط زیست[۷]
- جهت راهنمایی برای متخصصانی که در علوم محیط زیست کار می‌کنند.[۸]